# Turi Endre
Turi Endre (Budapest, 1935. június 30. – ) festő, zománcművész, 
Ujhelyi Mária Zsuzsanna férje.

## Tanulmányai
Eredetileg festőművészként végzett 1959-ben a Magyar Képzőművészeti Főiskolán. Mesterei: Pór Bertalan, Kmetty János, Basilides Sándor voltak. Művészi pályája kezdetén leginkább grafikával és olajfestészettel foglalkozott, de később kétségei támadtak a festészettel mint kifejezésmóddal kapcsolatban.

## A zománcművész
A 60-as években ismerkedett meg a zománcozással. A hatvanas évek végén, ill. a hetvenes évek elején teljesen a zománcművészet műfajára váltott. Ehhez azonban Kecskeméten meg kellett tanulnia a zománcozás módszereit. Mintegy tíz éven át a kecskeméti művésztelepen lakott, ezen idő alatt a Lampart Zománcipari Művek kecskeméti gyárában folytathatott kísérleteket a helyi vegyészmérnökök és a gyár egyéb munkatársainak irányítása mellett. Később letelepedett, és részese lett a kecskeméti képzőművészek közösségének. 
Hamar felismerte, hogy a zománcművészet olyan speciális technikai tudást kíván, amelynek esetében nem elég csupán az anyag művészi és alkotó jellegű felhasználására koncentrálni, s hogy igazi kifejezés mélységeit csak megfelelő és alapos vegyészeti, technikai, technológiai ismeretek elsajátításával érhet el.
„1970-ben jöttem Kecskemétre, ahol a zománcgyárban – művészként – lehetőséget kaptam, hogy laboratóriumban kutathassam a zománc felhasználásának különleges lehetőségeit – meséli. – Senki nem segített benne, de nagyszerű alkalom volt számomra, mert itt minden anyaghoz hozzáférhettem, szabadon dolgozhattam velük. Utólag elárulhatom, hogy egy évig nagyon rossz munkákat csináltam, technikailag persze. Hiszen meg kellett ismerni az anyagot. Van, hogy az ember csinálni akar valamit, de azt az anyag nem akarja. Az első nagy lépést akkor tesszük, amikor van egy elképzelésünk, és ehhez elkezdjük az anyagot nyúzni. Aztán addig nyúzzuk, amíg az olyanná válik, ahogy megálmodtuk… Így sikerült egy-két új, szép dolgot létrehozni.”
Turi Endre teljesen önálló stílusa, formanyelve,és jellegzetes, sajátos ikonográfiája a nyolcvanas évek elejére formálódott ki. Ennek szimbolikus kezdete Páva c. alkotása (1982), melyen elsőként használta az általa kifejlesztett új technikát, az azóta szinte védjegyévé vált rekeszzománc borítású vörösréz körplasztikát. Ennek a módszernek vannak előzményei, de lényegileg egyedi eljárásnak tekinthető, melyet az alkotó így írt le:
„A pácolt rézlemezre alapzománc (fondant) kerül. Ezt megszárítjuk, majd a ráhelyezett rekeszekkel együtt égetjük. (Égetéskor a keletkező rézoxidok kellemetlenül hatnak a színező zománcokra, ezért el kell távolítani a réz-oxidot, majd olyan zománcot alkalmazunk, amelyik nagy rézoxid-elnyelő képességű!) A következő lépés a megtört üveganyag berakása a rekeszekbe, majd szárítás után beégetése. Többszöri ismétlés után a csiszolás és a fényezés következik.”
Ennek a technikának egyik jellemző műve a Halkacsa (1983) két változata, melynek sugalmazója Lükő Gábor néprajztudós volt, aki – Pap Gábor művészettörténész szerint – más esetekben is Turi népművészeti és mitologikus tematikájú művészetének egyik fő ihletője, de hasonló népművészeti és technikai alapokon alapokon nyugszik az 1985-ben keletkezett Szarvastorzó (Cantata profana) is.
A zománcművészet történetébenz először az Étkező család c. művén (1988) alkalmazott elsőként anamorfózist.

## A műhelyalapító
Az 1980-as évekre Turi Endre a magyar zománcművészet meghatározó egyéniségévé vált. Ennek a szerepkörnek egyik fontos aktusa 1984-ben a Nemzetközi Zománcművészeti Alkotóműhely (Kecskemét) megalapítása volt. Az intézmény olyan alkotótelep, mely egész évben működik, s ennek igazgatójaként Turi jelentős szerepe volt abban, hogy Kecskemét egyértelműen a hazai zománcművesség központjává válhatott. A hagyományos célok mellett rendkívül nagy hangsúlyt fektetett a művészzománcok fejlesztésére és előállítására is, ami a későbbiekben sorra megszűnő zománcgyárakat látva, bölcs előrelátásnak bizonyult.
A magyar és a nemzetközi zománcművészetben számosan jelenleg is alkotó személyiség tanult saját bevallása szerint Turi Endrétől. Sokan tekintik őt mesterüknek. Ennek ellenére sajnos a kecskeméti műhelyen kívül csak a Pozsonyi Képzőművészeti Főiskolán (1989–1991) kapott lehetőséget a legmagasabb szintű oktatásra, pedig nemcsak a technika, hanem a kifejezésmód tekintetben is páratlan tudást halmozott fel.
 
Munkásságának elismeréseként 1997-től 2000-ig volt a Tűzzománcművészek Magyar Társaságának Archiválva 2018. december 18-i dátummal a Wayback Machine-ben alelnöke.
A 21. század első évtizedében a síkművészet felé fordult, s új technikai megoldásokkal kezdett kísérletezni. Eleinte egy pasztellre emlékeztető, az anyag hagyományos csillogásától mentes matt zománccal, melyet többek között a bácsborsódi Jézus Szíve-kápolna Passió-sorozat 15 stációján (2005) láthatunk. Néhány éve pedig egy a rézkarcokra is emlékeztető, maratott, egyes esetekben vésett, majd arra transzparens zománcot felvivő, rajzosabb jellegű, de egyben plasztikus hatással operáló változatot dolgozott ki. Ennek legfrissebb darabjait már teljesen a fény uralja, formálja, a színek a műfajhoz képest szokatlanul, szinte teljesen a háttérbe húzódnak. Turi Endre 80 évesen még mindig képes megújulni.
„- Talán az őseimtől örököltem, hogy még tart a munícióm, hiszen édesanyám ma is él, 96 éves. De a tűzzománchoz kell is a kitartás, mert időigényes dolog. Nem lehet egy alkotást csak úgy összecsapni: azt fel kell építeni, végig kell csinálni. Azóta, hogy megszabadultam a stúdió igazgatásával járó adminisztratív terhektől, már jobban oda tudok figyelni a munkámra. Azt hiszem, szerencsés vagyok abban, hogy mióta rajzolni kezdtem – úgy tizenkét évesen – azóta az életem, a létezésem, az „énjeim” egyetlen olyan meghatározó vonal mentén haladtak, ami mellett ki lehetett tartani. Ezt teszem most is. Szeretném elkészíteni szoborban, képben, műben azt a „társaságot”, amit valamikor elképzeltem. És még most is keresek új dolgokat. Ezt a különleges, vörös színt a mai napon találtam. Jöjjön a lámpához, mert fényt kell neki adni…
… És a kicsi, zsúfolt műhely lámpája alatt életre kel a különös fényű üveg a maroknyi fémlapon. Úgy világít, akár a többi csoda a falakon, az állványokon: a szikrázóan színes, halvány vagy élénk színű tűzzománc-alkotások, melyek ebben a komor, méltatlanul kopott épületben várják türelemmel és méltósággal, hogy egyszer majd értékükhöz illő helyre költözhessenek a hírös városban. Hogy végre fényt kaphassanak.”

## Díjak
- 1975: SZMT-díj
- 1984: Pro Urbe Kecskemét
- 1985, 1988: Bács-Kiskun Megyei Művészeti Díj
- 1995: Katona József-díj, Kecskemét
- 1996: Nemzetközi Zománcművészeti Alkotóműhely, Kecskemét “Szarvasnyomon” c. kiállítás, Életmű Díj
- 1997: Magyar Köztársaság Arany Érdemkeresztje
- 2017. jún. 23. Bozsó János-díj

## Egyéni kiállítások
- 1972 • Lampart, Kecskemét • Szentes
- 1973 • Fővárosi Művelődési Ház • Fegyveres Erők Klubja, Kiskunhalas
- 1976 • Óvónőképző Intézet, Kecskemét
- 1981 • Kiskun Múzeum, Kiskunfélegyháza
- 1982 • Művelődési Ház, Csongrád
- 1990 • Jókai Színház, Komárom (CSZ)
- 1997 • Kecskeméti Képtár [Morvay Lászlóval, Hévízi Évával, Morelli Edittel].

## Válogatott csoportos kiállítások
- 1975-2000 • Nemzetközi Zománcművészeti Alkotótelep kiállításai
- 1984 • Zománc, Vigadó Galéria, Budapest
- 1998 • Kortárs magyar zománcművészet, Kecskemét
- 1999 • Tűzzománcművészek Magyar Társasága, Vigadó Galéria, Budapest
- 2001 • Kortárs magyar zománcművészet 1960-95, Millennium Szalon, Budapest.

## Művek közgyűjteményekben
Fővárosi Képtár, Budapest • Kecskeméti Képtár • Nemzetközi Zománcművészeti Alkotóműhely gyűjteménye, Kecskemét • Városi Múzeum, Szocsi (O).

## Művek közterületeken
- A paksi kompkatasztrófa emlékműve (rézlemez, 1987, Paks, római katolikus templom)
- Kun emlékmű, (réz, zománc, 1988, Jakabszállás)
- Éggömb (vörösréz, rekeszzománc, 1998, Bp. V. ker. Hercegprímás utcai Egészségközpont)
- Korpusz (zománcozott vörösréz, 1999, Újkígyós, Szent Erzsébet-kápolna)

## Cikkek, interjúk
- Turi Endre: „Mi voltunk a hivatkozási pont” = Forrás, 44. évfolyam, 2012. 7-8. szám, http://www.forrasfolyoirat.hu/1207/turi.pdf
- Fejes Maja: A szín és a fény bűvöletében = Hírös Naptár, 2018. nov. 28. http://www.hirosnaptar.hu/index.php?oldal=cikk&cikk=a_szin_es_a_feny_buvoleteben
- Galuska László Pál: Ne veszítsétek el a bizalmat és a küzdést! = Ecce Homok, 2020. február 10. http://eccehomok.hu/turi-endre-ne-veszitsetek-el-bizalmat-es-kuzdest

## Írásai
- Gondolatok a zománcozásról - mint technikáról és mint művészetről, Nemzetközi Zománcművészeti Alkotótelep (Kat. 1983, Kecskemét, 1984.)
- Kiss B.: "Halkacsa" - etűd. Egy rekeszzománc borítású kerekpkasztika születése, Nemzetközi Zománcművészeti Alkotótelep (Kat. 1975 - 1985, Kecskemét, 1985.)